# La 72
La 72 Hogar-Refugio para personas migrantes también conocida como La 72 (Tenosique, Tabasco, 25 de abril de 2011) es un proyecto dedicado a la atención de personas migrantes y refugiadas que ingresan a México por la frontera con Guatemala.

## Historia
El nombre del albergue surge a partir de la protesta y la lucha contra la impunidad de la muerte de las setenta y dos personas migrantes asesinadas y masacradas en San Fernando, Tamaulipas, a finales de agosto de 2010. Es así como en 2011 un  grupo de frailes franciscanos en Tenosique, se organizaron para crear La 72, con la finalidad de proporcionar hospedaje, comida, atención médica y asesoría jurídica a miles de personas migrantes que cruzan la frontera sur de México.
La Casa del Migrante es administrada por la Provincia Franciscana en el sureste mexicano, pero se mantiene, gracias a las donaciones de la comunidad, del trabajo de personas voluntarias, de organizaciones culturales e internacionales de Derechos Humanos como el ACNUR, Asylum Access o Médicos Sin Fronteras e internamente han adoptado procesos organizativos en donde todas las personas al interior del albergue colaboran en las tareas, pero además, se tienen reglas que todas y todos deben cumplir.

## Proyecto Laudato  Sí
La cantidad de personas migrantes que el albergue recibe a diario superan las donaciones alimenticias que reciben, por lo que el 25 de abril de 2017, la 72 inició el proyecto Laudato sí. Techo, Trabajo, Tierra: Granja Agroecológica para migrantes y refugiados, cuyo propósito es emplear a personas migrantes que se encuentran a la espera de la resolución de su proceso migratorio y para proveer de alimentos la casa albergue.

## Comunidad LGBTTTIQ+
La  72  es  el  único  albergue  católico y pionero en crear un espacio seguro para  atender a integrantes de la comunidad  LGBTTTIQ+ en el país, aunque no es el único.
Dentro de la casa migrante, la comunidad LGBTTTI tienen destinados dormitorios separados del resto de la población, pues son quienes pasan periodos prolongados viviendo en el albergue, a la espera de resoluciones sobre su situación migratoria, debido a las condiciones de precariedad y marginación que les dificulta el acceso a trabajos, espacios educativos o la integración más plena en las sociedades de acogida.

## Amenazas
Desde su apertura, La 72 ha acompañado a miles de personas migrantes en su paso por México a través de asistencia humanitaria, asesoría y gestión migratoria, pero también ha presentado denuncias en contra de las autoridades, el crimen organizado y redes de trata y tráfico de personas; con el objetivo de visibilizar los riesgos a los que las personas se enfrentan en su tránsito por el país. Esto ha ocasionado amenazas y hostigamientos por parte del crimen organizado y autoridades estatales y federales; señalamientos y difamaciones que se han hecho sobre un supuesto mal manejo de dinero en contra de los albergues; criminalizaciones, persecuciones, represiones y detenciones masivas en contra de las personas migrantes.